# Hybomitra sareptana
Hybomitra sareptana är en tvåvingeart som först beskrevs av Szilady 1914.  Hybomitra sareptana ingår i släktet Hybomitra och familjen bromsar. Inga underarter finns listade i Catalogue of Life.